# Governo Frederiksen I
Il Governo Frederiksen I è stato il 78º governo della Danimarca in carica dal 27 giugno 2019 al 15 dicembre 2022, a seguito delle elezioni parlamentari vinte dal blocco dei partiti di centro-sinistra. È presieduto dalla socialdemocratica Mette Frederiksen, la più giovane Ministra di Stato nella storia danese.
Si trattava di un esecutivo monocolore di minoranza composto da venti ministri provenienti solo dai Socialdemocratici, che avevano la maggioranza relativa di 49 seggi su 179, ma anche da altri partiti, che offrivano altresì sostegno parlamentare con 45 seggi. Essi erano: Partito Popolare Socialista, Sinistra Radicale, Lista dell'Unità, Inuit Ataqatigiit, Partito dell'Uguaglianza e Siumut.
Il governo è rimasto in carica, dopo aver annunciato le dimissioni il 6 ottobre (effettive dal 2 novembre, momento in cui è iniziato il periodo di disbrigo degli affari correnti e urgenti), fino al 15 dicembre 2022.

## Situazione parlamentare
| Camera    | Collocazione | Partiti                                                                            | Seggi    |
| --------- | ------------ | ---------------------------------------------------------------------------------- | -------- |
| Folketing | Maggioranza  | SD (48),RV (16),SF(14),Lista dell'Unità - I Rosso-Verdi (13),IA (1),SIU (1),JF (1) | 94 / 179 |
| Folketing | Opposizione  | V (43),DF (16),KF (12),ALT (5),NB (4),LA (4),FØ (1)                                | 85 / 179 |

## “Minkgate” e dimissioni
Esploso nel novembre 2020, lo “scandalo dei visoni” (detto anche in inglese  “Minkgate” o “Minkgate scandal”, da cui trae origine la semi-traduzione in italiano Scandalo “Minkgate”) ha avuto origine dall'ordine di abbattimento di tutti i visoni del paese (17 milioni in totale) che la Prima ministra Mette Frederiksen autorizzò in seguito alla scoperta di una mutazione del virus SARS-CoV-2 (da cui origina la COVID-19) che si temeva, colpendo questi animali potenzialmente a contatto con l’uomo, potesse minacciare l'efficacia del vaccino appena scoperto, di cui non era ancora iniziata la somministrazione.
Tale decisione, aspramente criticata dalle opposizioni e dalla “Filiera Danese Produttrice di Pellicce”, una delle più grandi al mondo con oltre 6 000 persone impiegate, spinse il ministro dell'agricoltura Mogens Jensen a dimettersi pochi giorni dopo l'annuncio a seguito dei dubbi esposti da diversi media sul potere legale che il Governo effettivamente avesse per ordinare questo abbattimento di massa, poiché la legge in vigore consentiva di effettuarlo solo negli allevamenti in cui erano stati rilevati i contagi e in quelli dell'area circostante.
Dopo le dimissioni del ministro il rischio di un'escalation verso la Crisi di governo sembrò essere rientrato. Nel mese di giugno del 2022, però, una commissione d'inchiesta istituita per indagare sul Minkgate ha concluso che le spiegazioni della Prima ministra per giustificare l'abbattimento di massa fossero "estremamente fuorvianti". In seguito a tali rivelazioni, il Partito della Sinistra Radicale ha quindi iniziato a chiedere delle elezioni anticipate, minacciando, qualora non fossero state indette, di far cadere il governo con una mozione di censura. Per questo motivo, il 6 ottobre 2022, al fine di evitare la crisi, la Prima ministra Frederiksen si recò al Palazzo di Amalienborg, la residenza ufficiale del sovrano danese, dove, dopo aver rassegnato le dimissioni dell'esecutivo (effettive solo dal 2 novembre 2022), ha chiesto lo scioglimento del parlamento. Sono state indette così le elezioni parlamentari per il 1º novembre 2022.

## Composizione
| Carica | Titolare | Titolare | Titolare                                                            | Partito |
| --- | -------- | -------- | ------------------------------------------------------------------- | ------- |
| Ministro di Stato |          |          | Mette Frederiksen                                                   | SD      |
| Ministro degli affari esteri |          |          | Jeppe Kofod                                                         | SD      |
| Ministro delle finanze |          |          | Nicolai Wammen                                                      | SD      |
| Ministro della cultura e della chiesa                                                                                                 |          |          | Joy Mogensen (fino al 14 agosto 2021)                               | SD      |
| Ministro della cultura e della chiesa                                                                                                 |          |          | Ane Halsboe-Jørgensen (dal 16 agosto 2021)                          | SD      |
| Ministro del commercio |          |          | Simon Kollerup                                                      | SD      |
| Ministro dell'ambiente |          |          | Lea Wermelin                                                        | SD      |
| Ministro dei trasporti |          |          | Benny Engelbrecht (fino al 3 febbraio 2022)                         | SD      |
| Ministro dei trasporti |          |          | Trine Bramsen (dal 4 febbraio 2022)                                 | SD      |
| Ministro dell'immigrazione e dell'integrazione                                                                                        |          |          | Mattias Tesfaye                                                     | SD      |
| Ministro degli affari sociali e dell'interno                                                                                          |          |          | Astrid Krag                                                         | SD      |
| Ministro della giustizia |          |          | Nick Hækkerup (fino al 2 maggio 2022)                               | SD      |
| Ministro della giustizia |          |          | Mattia Tesfaye (dal 2 maggio 2022)                                  | SD      |
| Ministro del clima, dell'energia e dell'approvvigionamento                                                                            |          |          | Dan Jørgensen                                                       | SD      |
| Ministro dell'infanzia e dell'educazione                                                                                              |          |          | Pernille Rosenkrants-Theil                                          | SD      |
| Ministro della sanità e delle politiche per gli anziani                                                                               |          |          | Magnus Heunicke                                                     | SD      |
| Ministro della fiscalità |          |          | Morten Bødskov (fino al 2 febbraio 2022)                            | SD      |
| Ministro della fiscalità |          |          | Jeppe Bruus Christensen (dal 4 febbraio 2022)                       | SD      |
| Ministro dell'istruzione superiore e della ricerca                                                                                    |          |          | Ane Halsboe-Jørgensen (fino al 14 agosto 2022)                      | SD      |
| Ministro dell'istruzione superiore e della ricerca                                                                                    |          |          | Jesper Petersen (dal 16 agosto 2022)                                | SD      |
| Ministro della difesa |          |          | Trine Bramsen (fino al 4 febbraio 2022)                             | SD      |
| Ministro della difesa |          |          | Morten Bodskov (dal 4 febbraio 2022)                                | SD      |
| Ministro del lavoro |          |          | Peter Hummelgaard                                                   | SD      |
| Ministro dell'alimentazione, della pesca e dell'agricoltura Ministro della cooperazione nordica e della parità di genere (scorporato) |          |          | Mogens Jensen (fino al 18 novembre 2020)                            | SD      |
| Ministro della cooperazione nordica (istituito)                                                                                       |          |          | Flemming Møller Mortensen (dal 18 novembre 2020)                    | SD      |
| Ministro dell'alimentazione, della pesca e dell'agricoltura (isituito)                                                                |          |          | Rasmus Prehn (dal 19 novembre 2022)                                 | SD      |
| Ministro per la parità di genere (isituito)                                                                                           |          |          | Peter Hummelgaard Thomsen (dal 18 novembre 2020 al 4 febbraio 2022) | SD      |
| Ministro per la parità di genere (isituito)                                                                                           |          |          | Trine Bramsen (dal 4 febbraio 2022)                                 | SD      |
| Ministro della cooperazione per lo sviluppo                                                                                           |          |          | Rasmus Prehn (fino al 18 novembre 2020)                             | SD      |
| Ministro della cooperazione per lo sviluppo                                                                                           |          |          | Flemming Møller Mortensen (dal 19 novembre 2020)                    | SD      |
| Ministro della casa |          |          | Kaare Dybvad                                                        | SD      |